# Egidio Romano

Stemma della famiglia Colonna

Egidio Romano, latinizzato come Ægidius Romanus, indicato anche come Egidio Colonna (Roma, tra il 1243 e il 1247 – Avignone, 22 dicembre 1316), è stato un arcivescovo cattolico, teologo e filosofo italiano, generale dell'Ordine di Sant'Agostino. Dopo la sua morte, gli furono tributati i titoli onorifici di Doctor fundatissimus e Theologorum princeps.

## Biografia
Figlio di Pietro conte di Genazzano, fu discepolo di San Tommaso d'Aquino all'Università di Parigi, dove più tardi insegnò, prima di diventare generale degli agostiniani e arcivescovo di Bourges (1295). Fu inoltre il precettore di Filippo il Bello per il quale scrisse il trattato De regimine principum, sostenendo l'efficacia della monarchia come forma di governo.

## Pensiero
Egidio Romano è considerato tra i più autorevoli teologi di ispirazione agostiniana, attivo anche nella vita intellettuale e politica in un contesto culturale ed istituzionale travagliato da frequenti ed aspre polemiche sul problema del rapporto tra potere temporale e potere spirituale.
Questo filosofo è generalmente ricordato, insieme al prediletto allievo Giacomo da Viterbo, per il contributo nella redazione della celebre bolla Unam Sanctam del 1302 di Papa Bonifacio VIII e per il ruolo significativo che assunse il Maestro degli Eremitani di Sant'Agostino quale autore del De Ecclesiastica potestate e, dunque, quale teorico famoso e autorevole della plenitudo potestatis pontificia.
In Egidio Romano rileviamo subito una compresenza del duplice atteggiamento dottrinale e politico; infatti è possibile rintracciare, fra le opere giovanili, il De regimine principum, opera scritta per Filippo il Bello e di ispirazione aristotelico-tomista inerente alla naturalità dello Stato, erigendola a difensore della potestas regale. Nel De Ecclesiastica potestate, invece, Egidio Romano afferma la superiorità del sacerdotium rispetto al regnum, distinguendosi quale rappresentante della teocrazia papale.

### La riscoperta di Aristotele e l'agostinismo politico
In seguito alle condanne di Étienne Tempier del 1277, Egidio difende la tesi di Tommaso, per la sua qualifica di Baccalaureus formatus, ma, proprio a causa delle condanne stesse, viene sospeso dall'insegnamento. In quegli anni, gli avversari del papato trovano nel pensiero di Aristotele gli strumenti per svolgere un'analisi politica che metta in discussione la sacralità del potere. Dall'altra parte troviamo l'influenza della corrente speculativa dell'agostinismo politico (ossia quel fenomeno, tipicamente medioevale, di compenetrazione fra Stato e Chiesa, all'interno del quale Agostino viene a giocare un ruolo fondamentale dal momento che l'apporto teorico del suo De Civitate Dei conduce a confusioni inevitabili fra il piano spirituale della Civitas Dei Caelestis e il piano temporale della vita terrena che è Civitas Peregrina), che ripropone la teoria delle “due città” e riafferma la superiorità del sacerdotium rispetto al regnum, costituendo un vero e proprio “partito del Papa”.
Egidio rivendica la Plenitudo potestatis come proprietà costitutiva dell'auctoritas del Papa in quanto homo spiritualis. Egidio sostituisce al concetto agostiniano di ecclesia, quello di regnum al fine di estendere gli ambiti del potere del sovrano ecclesiastico. Il sovrano ecclesiastico (il Papa) dovrebbe esercitare la sua sovranità anche sul potere temporale al fine di garantire l'ordine mediante una forma di dominium che coincida con la sua stessa missione spirituale.

## Genealogia episcopale
La genealogia episcopale è:
- Cardinale Giovanni di Castrocoeli
- Cardinale Ugo Aycelin de Billom, O.P.
- Papa Bonifacio VIII
- Arcivescovo Egidio Romano, O.E.S.A.

## Opere

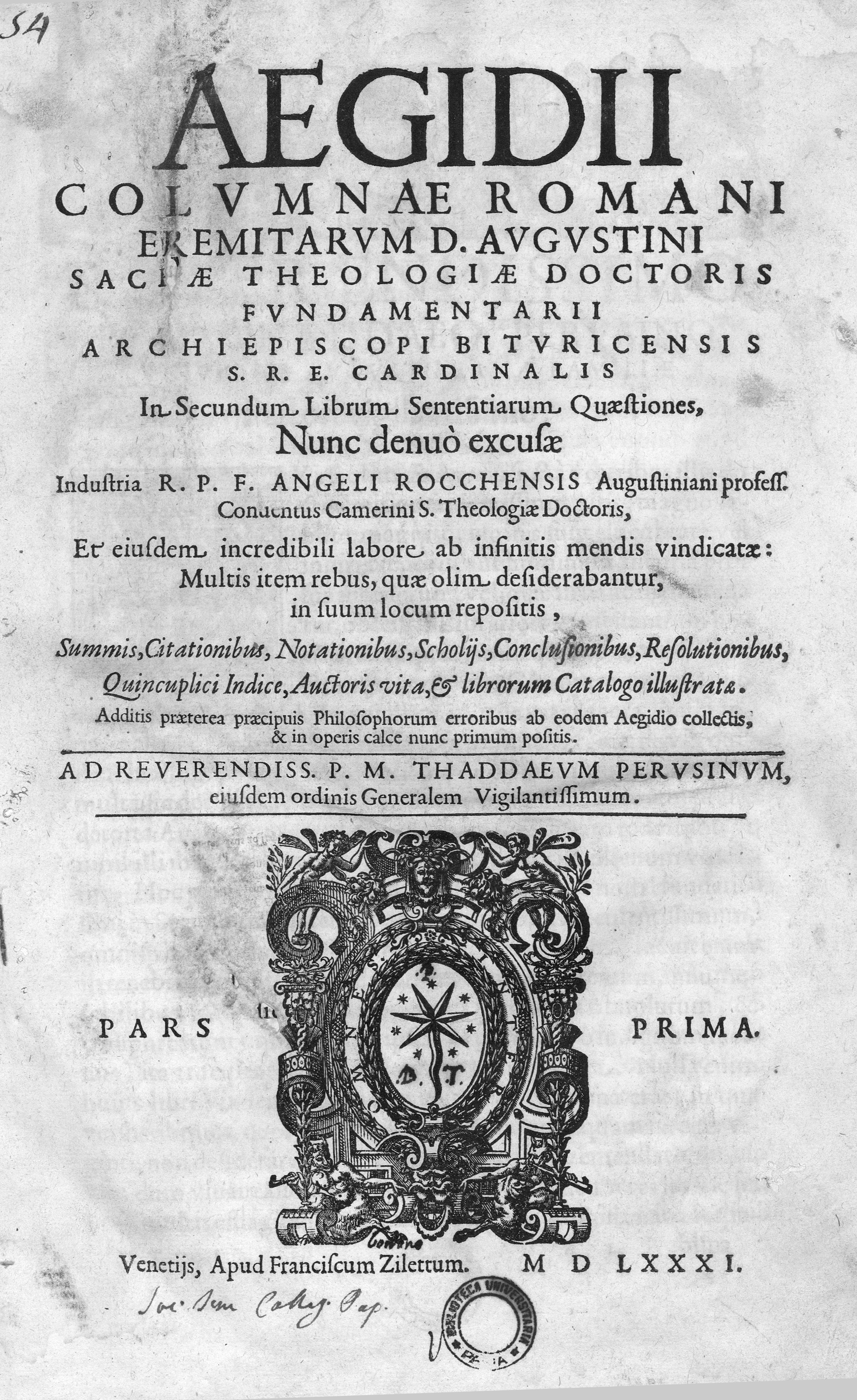
Frontespizio delle In secundum librum sententiarum quaestiones

L'edizione critica dell'opera omnia è stata intrapresa, per Leo S. Olschki, (Aegidii Romani opera omnia, collana Corpus Philosophorum Medii Aevi - Testi e Studi), dal gruppo di ricerca di Francesco Del Punta.
- (LA) Quaestio de gradibus formarum, Ottaviano Scoto (eredi), Boneto Locatello, 1502.

- (LA) In secundum librum sententiarum quaestiones, vol. 1, Francesco Ziletti, 1581.

- (LA) In secundum librum sententiarum quaestiones, vol. 2, Francesco Ziletti, 1581.

- (LA) Opere, Antonio Blado, 1555.

- (LA) In libros De physico auditu Aristotelis commentaria, Ottaviano Scoto (eredi), Boneto Locatello, 1502.

- (LA) De materia coeli, Girolamo Duranti, 1493.

- (LA) Quodlibeta, Domenico de Lapi, 1481.